# Sör Bertilsbo
Sör Bertilsbo är en gammal fäbod i Leksands kommun, Leksands socken och Åsbygge fjärding, inte långt från riksvägen mellan Falun och Rättvik.
Bertiilssboda omnämns första gången i skattelängden från 1539 med en fast boende skattebonde. Troligen fanns här redan vid den här tiden fäbodar på platsen. Ännu en bit in på 1600-talet fanns fast bosättning i Sör Bertilsbo, men ganska snart sker en övergång till ren fäboddrift. I fäbodinventeringen 1663-64 redovisas en brukare från Sjugare och en från Västberg.
Vid storskiftet på 1820-talet hade 6 olika byar fäbodställen vid Bertilsbo. Sammanlagt 22 olika ägare, alla hade de åkermark i Bertilsbo. I Södra Bertilsbo fanns byarna Plintsberg, Västberg och Hjortnäs, samt i Norr Bertilsbo byarna Plintsberg, Laknäs, Östanhol, Kullsbjörken och Västberg. Bebyggelsen bestod av 18 stugor och totalt 87 byggnader.
Efter storskiftet har Bertilsbo betecknats som blandby, och ibland haft bofast bebygglse, dock som mest en gård. Som mest fanns 25 fäbodstugor i fäboden. Under 1900-talet fanns fast bosättning i Norra Bertilsbo 1921 till 1968. 1945 upphörde fäboddriften här, och stugorna har därefter fungerat som fritidsfäbodar.
1970 fanns 11 gårdar kvar, 7 i Södra och 4 i Norra Bertilsbo. Därtill hade kommit 2 fritidshus.
Fäboden är klassificerad som ett Riksintresse för kulturmiljövård.